# 우지현 (배우)
우지현(1986년 6월 3일 ~ )은 대한민국의 배우이다.

## 학력
- 한양대학교 연극영화학과 졸업

## 출연작

### 영화
- 《야당》 (2025년) - 오재철 역
- 《그녀의 취미생활》 (2023년) - 광재 역
- 《너의 순간》 (2023년) - 정후 역
- 《제비》 (2023년) - 호연 역
- 《데시벨》 (2022년) - 김유택 역
- 《만인의 연인》 (2022년) - 진열 역
- 《고속도로 가족》 (2022년) - 편의점 직원 역
- 《설계자》 (2022년) - 스트리머 지노 역
- 《더스트맨》 (2021년) - 태산 역
- 《안녕, 영화씨》 (2020년) - 학수 역
- 《너의 기억》 (2020년) - 학수 역
- 《뒤로 걷기》 (2020년)
- 《겨울밤에》 (2020년) - 남자 역
- 《국도극장》 (2020년) - 국도극장 사진남 역
- 《니나 내나》 (2019년) - 간호사 역
- 《검은 여름》 (2019년) - 지현 역
- 《늦은 휴가》 (2019년)
- 《나랏말싸미》 (2019년) - 유교 선비 3 역
- 《나의 특별한 형제》 (2019년) - 안녕이 역
- 《너 같은 사람》 (2018년)
- 《밤밤밤》 (2018년) - 지현 역
- 《춘천, 춘천》 (2018년) - 지현 역
- 《박화영》 (2018년) - 상식무리 1 역
- 《환절기》 (2018년) - 한성 역
- 《당신의 부탁》 (2018년) - 경찰 역
- 《너와 극장에서》 (2017년)
- 《7호실》 (2017년) - 카페매니저 역
- 《아이 캔 스피크》 (2017년) - 공익요원 역
- 《미씽》 (2016년)
- 《티치 미》 (2016년) - 재민 역
- 《새출발》 (2014년)

### 드라마
- 《드라마 스페셜 - 아득히 먼 춤》 (KBS2, 2016년) - 김정빈 역
- 《SKY 캐슬》 (JTBC, 2018년) - 전진만 역
- 《검색어를 입력하세요 WWW》 (tvN, 2019년) - 최봉기 역
- 《반의 반》 (tvN, 2020년) - 민진환 역
- 《더 킹 : 영원의 군주》 (SBS, 2020년) - 태을의 후배 형사 역
- 《마우스》 (tvN, 2021년) - 구동구 역
- 《지금 우리 학교는》 (Netflix, 2021년) - 우신 역
- 《디 엠파이어 : 법의 제국》 (JTBC, 2022년) - 왕중진 역
- 《낭만닥터 김사부 3》 (SBS, 2023년) - 전경수 역
- 《유괴의 날》 (ENA, 2023년) - 최택균 역
- 《거래》 (Wavve, 2023년) - 차재경 역
- 《경성크리처》 (Netflix, 2023년) - 사치모토 역
- 《감사합니다》 (tvN, 2024년) - 임정윤 역
- 《S라인》 (Wavve, 2025년) - 김정우 역
- 《트리거》 (Netflix, 2025년) - 유정태 역